# Andrea Baker
Andrea Baker é uma atriz e dubladora americana. É bastante conhecida dublando Clover, de Três Espiãs Demais.